# 右田弘詮
右田 弘詮（みぎた ひろあき）は、戦国時代の武将。大内氏の重臣。長門国諏訪山城主。同じく長門国矢田城主とも伝えられる。

## 生涯
周防国の戦国大名・大内氏の家臣である陶弘房の子として誕生。主君・大内政弘から「弘」の一字を授与された。父・弘房は同族の右田弘篤の跡を継いでいたが、寛正6年（1465年）に兄（弘詮の伯父）の弘正が戦死したため陶家の家督を相続、代わって次男である弘詮に右田家を継がせたという。
文明10年（1478年）7月、兄・弘護とともに九州に渡り、少弐氏と戦ってこれを滅ぼす。翌年兄に代わって筑前国の守護代となる。ところが文明14年（1482年）、兄・弘護が不慮の死を遂げ、その子達が幼かったため、主命により陶氏に戻り兵庫頭を名乗る。
弘護の三男の興房が成人するまで、番代（当主代行・後見人）と周防及び筑前両国の守護代職を務め、政弘の子である主君・大内義興の上洛中は留守を守って領内の政務を執り行った。系図類には「暫称陶氏」と書かれ、右田姓に復したとされているが、現存の古文書ではその事実を確認できず、陶姓を通したと考えられている。
子の隆康には永正14年（1517年）に家督を譲っている。
初め中務大輔を名乗っていたが、永正15年（1518年）には従五位下安房守に任じられた。後に（鳳梧真幻）昌瑞と号し、死後の戒名となった。
大永2年（1522年）9月5日に紙本墨書吾妻鏡の書写を行った旨を記載した奥書を書いた。
大永3年（1523年）10月24日、筑前国筥﨑において病死したと陶氏系図にはあるが近藤清石は所見が得られないとして「卒年不詳」としている。
また、もう一人の子興就は1511年時点で生存が確認されている。
弘詮の娘は甥・陶興房の妻となる。また、一族の陶隆満は弘詮の子ともいわれる。

## 『吾妻鏡』の収集・校訂

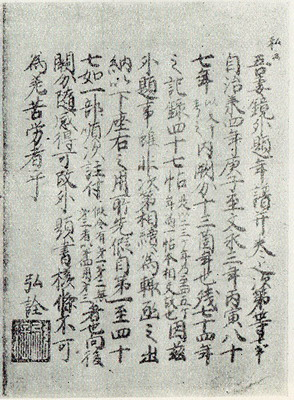
『吾妻鏡』（吉川本）右田弘詮の序文

弘詮は文人としても知られ、宗祇や猪苗代兼載といった当時一流の文化人と親交があった。弘詮はそれら文化人から「吾妻鏡と号す」「関東記録」があり「文武諸道の亀鑑」と聞いていたがなかなか目にすることが出来なかったという。
しかし文亀元年（1501年）頃、その写本42帖を手に入れることが出来、数人の筆生を雇い書き写させて秘蔵した。それは治承4年（1180年）から文永3年（1266年）と、現在知られる範囲ではあったが、尚その間に20数年分の欠落があった。
このため弘詮は諸国を巡礼する僧徒、または往還の賓客に託して、京はもちろん畿内・東国・北陸に至るまで尋ねまわり、ようやくにして欠落分の内5帖を手に入れる。これを最初の書写と同じ形式で書き写させて全47帖とし、その目次も兼ねて年譜1帖を書き下ろし全48帖とした。大永2年（1522年）9月5日のことである。その後書きにはこう記されている。
上記の大寧寺の変の後、難を逃れた隆康の次男・元弘は安芸の毛利元就を頼った。この際に弘詮の『吾妻鏡』も毛利氏に献上され、元就の次男・吉川元春の子孫に伝わることとなった。そのため、弘詮の『吾妻鏡』は今日では“吉川本”と呼ばれている。記事に3年分の欠損はあるが、現在では吾妻鏡の最善本と目されている。